# 喬海峯
喬海峰（?—?），山西省趙城縣人，清朝政治人物、同進士出身。
光緒三十年，會試第31名；殿試登進士三甲第135名，后分發為知縣。